# Hiperantes
Hiperantes (en griego: Ὑπεράνθης) fue un hijo de Darío el Grande de Persia y hermano de Jerjes I. Estuvo presente en la segunda invasión de Grecia en el 480 a. C.. De acuerdo con  Heródoto, luchó y murió junto su otro hermano, Abrocomes en la batalla de las Termópilas en la fase final conocida como la "Batalla de los Campeones", donde los espartanos, en un último intento de ofrecer resistencia, lucharon fervientemente contra él y la fuerza persa para recuperar el cuerpo de Leónidas.